# Copa España 2024-25
La Copa España 2024-25 fue la 1.ª edición de la segunda copa española de baloncesto. Se inició el 6 de septiembre de 2024 con la primera jornada de la temporada regular y terminó el 25 de enero de 2025. El Silbö San Pablo Burgos se proclamó campeón, tras derrotar a Monbus Obradoiro por 97-69 en la final.

## Participantes
Esta competición estará formada por los siguientes 40 equipos:
- 2 equipos descendidos de la Liga ACB la temporada 23/24.
- 13 equipos que mantuvieron la categoría en la Liga LEB Oro la temporada 23/24.
- 3 equipos descendidos de LEB ORO a LEB Plata la temporada 23/24.
- 3 equipos ascendidos de LEB Plata a LEB Oro la temporada 23/24.
- 17 equipos mejor clasificados (los equipos que ocupan del 4.º lugar al 20.º lugar) que han mantenido la categoría de LEB Plata la temporada 23/24.
- 2 equipos campeones de las dos fases finales de Liga EBA la temporada 23/24.

| Liga ACB 2023-24                       | Liga ACB 2023-24                      | Liga ACB 2023-24                          | Liga ACB 2023-24                   |
| -------------------------------------- | ------------------------------------- | ----------------------------------------- | ---------------------------------- |
| Monbus Obradoiro (17.º)                | Palencia Baloncesto (18.º)            |                                           |                                    |
| Liga LEB Oro 2023-24                   |                                       |                                           |                                    |
| Silbö San Pablo Burgos (2.º)           | Movistar Estudiantes (4.º)            | Grupo Ureta Tizona Burgos (5.º)           | Inveready Gipuzkoa (6.º)           |
| HLA Alicante (7.º)                     | UEMC Real Valladolid Baloncesto (8.º) | Real Betis Baloncesto (9.º)               | Flexicar Fuenlabrada (10.º)        |
| Club Ourense Baloncesto (11.º)         | Hestia Menorca (12.º)                 | Alimerka Oviedo Baloncesto (13.º)         | Grupo Alega Cantabria (14.º)       |
| Amics Castelló (15.º)                  | Melilla Ciudad del Deporte (16.º)     | Cáceres Patrimonio de la Humanidad (17.º) | Rioverde Clavijo (18.º)            |
| Liga LEB Plata 2023-24                 |                                       |                                           |                                    |
| Odilo FC Cartagena CB (C)              | Caja Rural CB Zamora (PA)             | CB Naturavia Morón (PA)                   | Class Bàsquet Sant Antoni (2.º E.) |
| CB Prat (3.º E.)                       | OCA Global CB Salou (4.º E.)          | CB L'Horta Godella (5.º E.)               | Maderas Sorli Benicarló (6.º E.)   |
| CB Santfeliuenc (7.º E.)               | Gran Canaria B (8.º E.)               | Homs UE Mataró (9.º E.)                   | Fibwi Palma (10.º E.)              |
| Palmer Basket Mallorca Palma (11.º E.) | Bueno Arenas Albacete Basket (3.º O.) | Teknei Bizkaia Zornotza (4.º O.)          | Clínica Ponferrada SDP (5.º O.)    |
| Ciudad de Huelva (6.º O.)              | Damex UDEA Algeciras (7.º O.)         | Biele ISB (9.º O.)                        | Lobe Huesca La Magia (10.º O.)     |
| Liga EBA 2023-24                       |                                       |                                           |                                    |
| La Salud Archena (FF)                  | Nadunet Refitel Bàsquet Llíria (FF)   |                                           |                                    |

## Fase de grupos
Esta fase se divide en ocho grupos de cinco equipos, clasificados atendiendo a criterios geográficos, deportivos y de compensación entre categorías. Cada equipo jugó cuatro partidos (dos como local y dos como visitante) con tres jornadas en septiembre, otra el 22 de octubre y la última el 12 de noviembre.

### Grupo A
| Pos. | Equipo                  | PJ | G | P | PF  | PC  | DP   | Pts | Clasificación    |        | OBR   | COB   | PRA   | MAT   | SFL    |
| ---- | ----------------------- | -- | - | - | --- | --- | ---- | --- | ---------------- | ------ | ----- | ----- | ----- | ----- | ------ |
| 1    | Monbus Obradoiro        | 4  | 4 | 0 | 299 | 195 | +104 | 8   | Cuartos de final |        | —     | 87–83 | 81–62 | –     | –      |
| 2    | Club Ourense Baloncesto | 4  | 3 | 1 | 384 | 321 | +63  | 7   |                  |        | –     | —     | –     | 85–64 | 119–79 |
| 3    | CB Prat                 | 4  | 2 | 2 | 261 | 253 | +8   | 6   |                  | –      | 91–97 | —     | 84–83 | –     |        |
| 4    | Homs UE Mataró          | 4  | 1 | 3 | 207 | 263 | −56  | 5   |                  | 60–94  | –     | –     | —     | 89–72 |        |
| 5    | CB Santfeliuenc         | 4  | 0 | 4 | 204 | 323 | −119 | 4   |                  | 52–118 | –     | 73–86 | –     | —     |        |

 Fuente: FEB

### Grupo B
| Pos. | Equipo                     | PJ | G | P | PF  | PC  | DP  | Pts | Clasificación    |       | OCB   | GIP   | CAN   | ISB   | ZOR   |
| ---- | -------------------------- | -- | - | - | --- | --- | --- | --- | ---------------- | ----- | ----- | ----- | ----- | ----- | ----- |
| 1    | Alimerka Oviedo Baloncesto | 4  | 4 | 0 | 343 | 272 | +71 | 8   | Cuartos de final |       | —     | 90–65 | –     | –     | 74–71 |
| 2    | Inveready Gipuzkoa         | 4  | 2 | 2 | 334 | 316 | +18 | 6   |                  |       | –     | —     | –     | 90–68 | 94–64 |
| 3    | Grupo Alega Cantabria      | 4  | 2 | 2 | 329 | 330 | −1  | 6   |                  | 66–94 | 94–85 | —     | –     | –     |       |
| 4    | Biele ISB                  | 4  | 2 | 2 | 303 | 308 | −5  | 6   |                  | 70–85 | –     | 85–71 | —     | –     |       |
| 5    | Teknei Bizkaia Zornotza    | 4  | 0 | 4 | 263 | 346 | −83 | 4   |                  | –     | –     | 66–98 | 62–80 | —     |       |

 Fuente: FEB
Notas:
1. 1 2 3  Resultados entre equipos empatados: Inveready Gipuzkoa–3 pts., +13 DP; Grupo Alega Cantabria–3 pts., -5 DP; Biele ISB–3 pts., -8 DP

### Grupo C
| Pos. | Equipo                          | PJ | G | P | PF  | PC  | DP  | Pts | Clasificación    |       | RVB    | ZAM   | PAL   | PON    | GCA   |
| ---- | ------------------------------- | -- | - | - | --- | --- | --- | --- | ---------------- | ----- | ------ | ----- | ----- | ------ | ----- |
| 1    | UEMC Real Valladolid Baloncesto | 4  | 3 | 1 | 329 | 278 | +51 | 7   | Cuartos de final |       | —      | 85–86 | 88–80 | –      | –     |
| 2    | Caja Rural CB Zamora            | 4  | 3 | 1 | 357 | 315 | +42 | 7   |                  |       | –      | —     | 86–89 | –      | 81–69 |
| 3    | Palencia Baloncesto             | 4  | 3 | 1 | 355 | 303 | +52 | 7   |                  | –     | –      | —     | 83–61 | 103–68 |       |
| 4    | Clínica Ponferrada SDP          | 4  | 1 | 3 | 281 | 333 | −52 | 5   |                  | 67–72 | 72–104 | –     | —     | –      |       |
| 5    | Gran Canaria B                  | 4  | 0 | 4 | 256 | 349 | −93 | 4   |                  | 45–84 | –      | –     | 74–81 | —      |       |

 Fuente: FEB
Notas:
1. 1 2 3  Resultados entre equipos empatados: UEMC Real Valladolid Baloncesto–3 pts., +7 DP; Caja Rural CB Zamora–3 pts., -2 DP; Palencia Baloncesto–3 pts., -5 DP

### Grupo D
| Pos. | Equipo                    | PJ | G | P | PF  | PC  | DP   | Pts | Clasificación    |        | SPB   | TIZ    | CLA    | SAL   | HUE   |
| ---- | ------------------------- | -- | - | - | --- | --- | ---- | --- | ---------------- | ------ | ----- | ------ | ------ | ----- | ----- |
| 1    | Silbö San Pablo Burgos    | 4  | 4 | 0 | 410 | 287 | +123 | 8   | Cuartos de final |        | —     | 111–91 | –      | 95–63 | –     |
| 2    | Grupo Ureta Tizona Burgos | 4  | 3 | 1 | 386 | 307 | +79  | 7   |                  |        | –     | —      | 115–76 | –     | 85–78 |
| 3    | Rioverde Clavijo          | 4  | 2 | 2 | 320 | 385 | −65  | 6   |                  | 59–106 | –     | —      | 84–81  | –     |       |
| 4    | OCA Global CB Salou       | 4  | 1 | 3 | 270 | 348 | −78  | 5   |                  | –      | 42–95 | –      | —      | 84–74 |       |
| 5    | Lobe Huesca La Magia      | 4  | 0 | 4 | 309 | 368 | −59  | 4   |                  | 74–98  | –     | 83–101 | –      | —     |       |

 Fuente: FEB

### Grupo E
| Pos. | Equipo                             | PJ | G | P | PF  | PC  | DP   | Pts | Clasificación    |        | EST   | FUE   | CÁC   | ARC   | ALB    |
| ---- | ---------------------------------- | -- | - | - | --- | --- | ---- | --- | ---------------- | ------ | ----- | ----- | ----- | ----- | ------ |
| 1    | Movistar Estudiantes               | 4  | 4 | 0 | 386 | 276 | +110 | 8   | Cuartos de final |        | —     | 94–76 | –     | –     | 103–58 |
| 2    | Flexicar Fuenlabrada               | 4  | 3 | 1 | 357 | 337 | +20  | 7   |                  |        | –     | —     | 92–90 | 94–84 | –      |
| 3    | Cáceres Patrimonio de la Humanidad | 4  | 2 | 2 | 310 | 309 | +1   | 6   |                  | 73–82  | –     | —     | 75–67 | –     |        |
| 4    | La Salud Archena                   | 4  | 1 | 3 | 314 | 323 | −9   | 5   |                  | 69–107 | –     | –     | —     | 94–47 |        |
| 5    | Bueno Arenas Albacete Basket       | 4  | 0 | 4 | 242 | 364 | −122 | 4   |                  | –      | 69–95 | 68–72 | –     | —     |        |

 Fuente: FEB

### Grupo F
| Pos. | Equipo                     | PJ | G | P | PF  | PC  | DP  | Pts | Clasificación    |       | RBB   | MEL   | MOR   | ALG   | HUE |
| ---- | -------------------------- | -- | - | - | --- | --- | --- | --- | ---------------- | ----- | ----- | ----- | ----- | ----- | --- |
| 1    | Real Betis Baloncesto      | 4  | 4 | 0 | 310 | 228 | +82 | 8   | Cuartos de final |       | —     | –     | 70–53 | 77–56 | –   |
| 2    | Melilla Ciudad del Deporte | 4  | 2 | 2 | 307 | 307 | 0   | 6   |                  |       | 57–74 | —     | –     | 77–52 | –   |
| 3    | CB Naturavia Morón         | 4  | 2 | 2 | 299 | 295 | +4  | 6   |                  | –     | 89–94 | —     | –     | 87–67 |     |
| 4    | Damex UDEA Algeciras       | 4  | 1 | 3 | 252 | 294 | −42 | 5   |                  | –     | –     | 64–70 | —     | 80–70 |     |
| 5    | Ciudad de Huelva           | 4  | 1 | 3 | 291 | 335 | −44 | 5   |                  | 62–89 | 92–79 | –     | –     | —     |     |

 Fuente: FEB
Notas:
1. 1 2  CB Naturavia Morón 89–94 Melilla Ciudad del Deporte
2. 1 2  Damex UDEA Algeciras 80–70 Ciudad de Huelva

### Grupo G
| Pos. | Equipo                       | PJ | G | P | PF  | PC  | DP  | Pts | Clasificación    |       | CAS   | PBM   | MEN | PLM   | BEN   |
| ---- | ---------------------------- | -- | - | - | --- | --- | --- | --- | ---------------- | ----- | ----- | ----- | --- | ----- | ----- |
| 1    | Amics Castelló               | 4  | 4 | 0 | 356 | 293 | +63 | 8   | Cuartos de final |       | —     | –     | –   | 81–74 | 96–79 |
| 2    | Palmer Basket Mallorca Palma | 4  | 2 | 2 | 292 | 319 | −27 | 6   |                  |       | 69–94 | —     | –   | 85–79 | –     |
| 3    | Hestia Menorca               | 4  | 2 | 2 | 289 | 288 | +1  | 6   |                  | 71–85 | 65–68 | —     | –   | –     |       |
| 4    | Fibwi Palma                  | 4  | 1 | 3 | 296 | 314 | −18 | 5   |                  | –     | –     | 64–79 | —   | 79–69 |       |
| 5    | Maderas Sorli Benicarló      | 4  | 1 | 3 | 300 | 319 | −19 | 5   |                  | –     | 81–70 | 71–74 | –   | —     |       |

 Fuente: FEB
Notas:
1. 1 2  Hestia Menorca 65–68 Palmer Basket Mallorca Palma
2. 1 2  Fibwi Palma 79–69 Maderas Sorli Benicarló

### Grupo H
| Pos. | Equipo                         | PJ | G | P | PF  | PC  | DP  | Pts | Clasificación    |       | CAR   | ALI   | SAN   | LLÍ   | LHG    |
| ---- | ------------------------------ | -- | - | - | --- | --- | --- | --- | ---------------- | ----- | ----- | ----- | ----- | ----- | ------ |
| 1    | Odilo FC Cartagena CB          | 4  | 4 | 0 | 373 | 274 | +99 | 8   | Cuartos de final |       | —     | 82–68 | –     | –     | 102–66 |
| 2    | HLA Alicante                   | 4  | 3 | 1 | 308 | 290 | +18 | 7   |                  |       | –     | —     | 76–69 | 86–72 | –      |
| 3    | Class Bàsquet Sant Antoni      | 4  | 2 | 2 | 307 | 307 | 0   | 6   |                  | 75–90 | –     | —     | 93–74 | –     |        |
| 4    | Nadunet Refitel Bàsquet Llíria | 4  | 1 | 3 | 275 | 341 | −66 | 5   |                  | 65–99 | –     | –     | —     | 64–63 |        |
| 5    | CB L'Horta Godella             | 4  | 0 | 4 | 263 | 314 | −51 | 4   |                  | –     | 67–78 | 67–70 | –     | —     |        |

 Fuente: FEB

## Cuartos de final
Los ochos mejores clasificados de cada grupo pasaron a la ronda de cuartos de final, con una eliminatoria a ida y vuelta (emparejamientos con sorteo puro) los días 23 de diciembre y 7 de enero. 
| Equipo 1              | Agr.    | Equipo 2                        | Ida   | Vuelta |
| --------------------- | ------- | ------------------------------- | ----- | ------ |
| Monbus Obradoiro      | 143—141 | UEMC Real Valladolid Baloncesto | 78–80 | 65–61  |
| Real Betis Baloncesto | 160—149 | Alimerka Oviedo Baloncesto      | 82–78 | 78–71  |
| Odilo FC Cartagena CB | 183—177 | Amics Castelló                  | 76–89 | 107–88 |
| Movistar Estudiantes  | 149—187 | Silbö San Pablo Burgos          | 58–96 | 91–91  |

### Ida
| 23 de diciembre de 2024 | UEMC Real Valladolid Baloncesto                              | 80–78                                 | Monbus Obradoiro                                          | Valladolid |  |
| 20:45                   | Parciales: 23–26, 15–23, 16–14, 26–15                        | Parciales: 23–26, 15–23, 16–14, 26–15 | Parciales: 23–26, 15–23, 16–14, 26–15                     | |  |
|                         | Estadísticas Kovačevič 18 Puidet 7 Sans 7 Vučetić, Kovačevič | Reporte Pts Reb Asts Val              | Estadísticas 23 Quintela 9 Jiménez 3 Quintela 26 Quintela | Pabellón: Pabellón Polideportivo Pisuerga Asistencia: 1900 espectadores Árbitros: Enrique Miguel López Herrada, Eva Areste Giralt, Alberto García Parejo |  |

| 23 de diciembre de 2024 | Alimerka Oviedo Baloncesto                                  | 78–82                                 | Real Betis Baloncesto                                        | Oviedo |  |
| 19:30                   | Parciales: 14–28, 26–24, 15–18, 23–12                       | Parciales: 14–28, 26–24, 15–18, 23–12 | Parciales: 14–28, 26–24, 15–18, 23–12                        | |  |
|                         | Estadísticas Hutchinson 13 Cosialls 6 Valinotti 5 Duščak 14 | Reporte Pts Reb Asts Val              | Estadísticas 22 Hughes 9 Radončić 2 tres jugadores 25 Hughes | Pabellón: Polideportivo Pumarín Asistencia: 1014 espectadores Árbitros: Asier Quintas Álvarez, Jordi Domingo Vilalta, Alejandro Aranzana García |  |

| 23 de diciembre de 2024 | Amics Castelló                                 | 89–76                                 | Odilo FC Cartagena CB                                    | Castellón de la Plana |  |
| 20:45                   | Parciales: 21–21, 14–18, 25–20, 29–17          | Parciales: 21–21, 14–18, 25–20, 29–17 | Parciales: 21–21, 14–18, 25–20, 29–17                    | |  |
|                         | Estadísticas Stutz 24 Stutz 10 Tate 6 Stutz 29 | Reporte Pts Reb Asts Val              | Estadísticas 15 Jordá 8 González 4 Hermanson 17 González | Pabellón: Pabellón Ciutat de Castelló Asistencia: 669 espectadores Árbitros: Daniel Checa Nebot, Héctor García Sanhermelando, Francisco Olmos Ochoa |  |

| 23 de diciembre de 2024 | Silbö San Pablo Burgos                                        | 96–58                                 | Movistar Estudiantes                             | Burgos |  |
| 20:45                   | Parciales: 27–12, 16–10, 30–16, 23–20                         | Parciales: 27–12, 16–10, 30–16, 23–20 | Parciales: 27–12, 16–10, 30–16, 23–20            | |  |
|                         | Estadísticas Cremo 20 Fischer 7 Guðmundsson, Cremo 4 Cremo 23 | Reporte Pts Reb Asts Val              | Estadísticas 12 Barro 8 Barro 2 Granger 15 Barro | Pabellón: Coliseum Burgos Asistencia: 8223 espectadores Árbitros: Germán Morales Ruiz, Jaime Gómez Luque, Sergio del Val Nuño |  |

### Vuelta
| 7 de enero de 2025 | Monbus Obradoiro                                                 | 65–61 (Global: 143–141)              | UEMC Real Valladolid Baloncesto                     | Santiago de Compostela |  |
| 20:00              | Parciales: 9–15, 14–16, 23–18, 19–12                             | Parciales: 9–15, 14–16, 23–18, 19–12 | Parciales: 9–15, 14–16, 23–18, 19–12                | |  |
|                    | Estadísticas Davison 17 Jiménez, Stephens 7 Davison 3 Davison 31 | Reporte Pts Reb Asts Val             | Estadísticas 17 Manchón 9 Mballa 3 Torres 20 Mballa | Pabellón: Multiusos Fontes do Sar Asistencia: 2500 espectadores Árbitros: Jorge Baena Criado, Antonio Manuel Zamora Rodríguez, Juan Alberto Pinela García |  |

| 7 de enero de 2025 | Real Betis Baloncesto                                   | 78–71 (Global: 160–149)              | Alimerka Oviedo Baloncesto                      | Sevilla |  |
| 20:00              | Parciales: 9–23, 28–10, 19–15, 22–23                    | Parciales: 9–23, 28–10, 19–15, 22–23 | Parciales: 9–23, 28–10, 19–15, 22–23            | |  |
|                    | Estadísticas Renfroe 19 Radončić 7 Renfroe 3 Renfroe 23 | Reporte Pts Reb Asts Val             | Estadísticas 13 Martí 6 Martí 3 Lobaco 16 Martí | Pabellón: Polideportivo San Pablo Asistencia: 4500 espectadores Árbitros: Héctor Báez Batista, José Carlos Sierra Carrillo, Carlos Manuel Betanzos García |  |

| 7 de enero de 2025 | Odilo FC Cartagena CB                                             | 107–88 (Global: 183–177)                           | Amics Castelló                                     | Cartagena |  |
| 20:30              | Parciales: 24–20, 20–18, 22–26, 29–18 (T.E.: 12–6)                | Parciales: 24–20, 20–18, 22–26, 29–18 (T.E.: 12–6) | Parciales: 24–20, 20–18, 22–26, 29–18 (T.E.: 12–6) | |  |
|                    | Estadísticas Hermanson 23 Gil, Smallwood 6 Cabrera 6 Hermanson 22 | Reporte Pts Reb Asts Val                           | Estadísticas 21 Ngom 8 Okouo 3 Faner 29 Ngom       | Pabellón: Palacio de Deportes de Cartagena Asistencia: 1127 espectadores Árbitros: Juan Ramón Hurtado Almansa, Miquel Remisa Tramuns, Julio Rijo Muñoz |  |

| 7 de enero de 2025 | Movistar Estudiantes                                     | 91–91 (Global: 149–187)               | Silbö San Pablo Burgos                                               | Madrid |  |
| 20:00              | Parciales: 26–19, 18–19, 20–26, 27–27                    | Parciales: 26–19, 18–19, 20–26, 27–27 | Parciales: 26–19, 18–19, 20–26, 27–27                                | |  |
|                    | Estadísticas Schmidt 17 Barro 8 Granger 5 Díaz, Barro 19 | Reporte Pts Reb Asts Val              | Estadísticas 22 Lapornik 8 Fischer 4 Cuevas, Guðmundsson 24 Lapornik | Pabellón: Movistar Academy Magariños Asistencia: 1200 espectadores Árbitros: Ángel de Lucas de Lucas, Cristina Adan Rodríguez, Israel Chacón Blázquez |  |

## Final four
Los cuatro ganadores de los cuartos de final disputarán la Final Four en sede única los días 24 y 25 de enero. El 11 de enero de 2025, se anunció que la sede de la final four sería el Coliseum de Burgos.
|  | Semifinales            | Semifinales            | Semifinales            |                        |                  | Final               | Final               | Final               |  |
|  | 24 de enero de 2025    | 24 de enero de 2025    | 24 de enero de 2025    |                        |                  | 25 de enero de 2025 | 25 de enero de 2025 | 25 de enero de 2025 |  |
|  |                        |                        |                        |                        |                  |                     |                     |                     |  |
|  |                        |                        |                        |                        |                  |                     |                     |                     |  |
|  | Monbus Obradoiro       | Monbus Obradoiro       | 86                     |                        |                  |                     |                     |                     |  |
|  | Monbus Obradoiro       | Monbus Obradoiro       | 86                     |                        |                  |                     |                     |                     |  |
|  | Real Betis Baloncesto  | Real Betis Baloncesto  | 71                     |                        |                  |                     |                     |                     |  |
|  | Real Betis Baloncesto  | Real Betis Baloncesto  | 71                     |                        | Monbus Obradoiro | Monbus Obradoiro    | 69                  |                     |  |
|  |                        |                        |                        |                        | Monbus Obradoiro | Monbus Obradoiro    | 69                  |                     |  |
|  |                        |                        | Silbö San Pablo Burgos | Silbö San Pablo Burgos | 97               |                     |                     |                     |  |
|  | Odilo FC Cartagena CB  | Odilo FC Cartagena CB  | Silbö San Pablo Burgos | Silbö San Pablo Burgos | 97               | 79                  |                     |                     |  |
|  | Odilo FC Cartagena CB  | Odilo FC Cartagena CB  |                        |                        |                  | 79                  |                     |                     |  |
|  | Silbö San Pablo Burgos | Silbö San Pablo Burgos | 101                    |                        |                  |                     |                     |                     |  |
|  | Silbö San Pablo Burgos | Silbö San Pablo Burgos | 101                    |                        |                  |                     |                     |                     |  |
|  |                        |                        |                        |                        |                  |                     |                     |                     |  |

### Semifinales
| 24 de enero de 2025 – 17:30 (CEST) | Monbus Obradoiro                                     | 86–71                    | Real Betis Baloncesto                                 | Burgos |  |
|                                    | Parciales: 27–13, 24–17, 18–28, 17–13                |                          |                                                       | |  |
|                                    | Estadísticas Mićović 16 Balvín 8 Davison 7 Balvín 18 | Reporte Pts Reb Asts Val | Estadísticas 6 Renfroe 24 Hughes 4 Radončić 23 Hughes | Pabellón: Coliseum Asistencia: 3512 espectadores Árbitros: Carlos Javier García León, Paula Lema Parga, Fernando Ibáñez García |  |

| 24 de enero de 2025 – 20:30 (CEST) | Odilo FC Cartagena CB                                     | 79–101                   | Silbö San Pablo Burgos                                         | Burgos                                                                                       |  |
|                                    | Parciales: 17–30, 22–31, 25–18, 15–22                     |                          |                                                                |                                                                                              |  |
|                                    | Estadísticas González 15 González 7 Cabrera 3 González 22 | Reporte Pts Reb Asts Val | Estadísticas 15 Díez 10 Díez 2 tres jugadores 24 Díez, Fischer | Pabellón: Coliseum Árbitros: Jacobo Rial Barreiro, Javier Ávila Zurita, Rodrigo Palanca Page |  |

### Final
| 25 de enero de 2025 – 19:00 (CEST) | Monbus Obradoiro                                           | 69–97                    | Silbö San Pablo Burgos                                             | Burgos |  |
|                                    | Parciales: 18–16, 19–25, 15–37, 17–19                      |                          |                                                                    | |  |
|                                    | Estadísticas Balvín 18 Balvín 9 tres jugadores 3 Balvín 28 | Reporte Pts Reb Asts Val | Estadísticas 20 Corbalán 3 cuatro jugadores 5 Corbalán 32 Corbalán | Pabellón: Coliseum Asistencia: 4505 espectadores Árbitros: Franciso José Zafra Guerra, Javier Ávila Zurita, Rodrigo Palanca Page |  |

## Galardones

### Jugador de la jornada

#### Fase de grupos
| Jornada | Jugador          | Equipo                    | Val | Ref    |
| ------- | ---------------- | ------------------------- | --- | ------ |
| 1       | Charles Minlend  | Amics Castelló            | 33  | [ 7 ]  |
| 2       | Jake Stephens    | Monbus Obradoiro          | 26  | [ 8 ]  |
| 3       | Sergio Mendiola  | La Salud Archena          | 38  | [ 9 ]  |
| 4       | Samuel Rodríguez | Club Ourense Baloncesto   | 47  | [ 10 ] |
| 5       | Jan Zidek        | Class Bàsquet Sant Antoni | 29  | [ 11 ] |
| 5       | Seydina Faye     | Rioverde Clavijo          | 29  | [ 11 ] |

#### Cuartos de final
| Jornada | Jugador      | Equipo           | Val | Ref    |
| ------- | ------------ | ---------------- | --- | ------ |
| Ida     | Eric Stutz   | Amics Castelló   | 29  | [ 12 ] |
| Vuelta  | Brad Davison | Monbus Obradoiro | 31  | [ 13 ] |

#### Final Four
| Jornada    | Jugador          | Equipo                 | Val | Ref    |
| ---------- | ---------------- | ---------------------- | --- | ------ |
| Final Four | Gonzalo Corbalán | Silbö San Pablo Burgos | 32  | [ 14 ] |

### Quinteto de la jornada

#### Fase de grupos
Se indica entre paréntesis la valoración obtenida en dicha jornada. Destacado el MVP de la jornada.
| Jornada | Base                  | Escolta                      | Alero                  | Ala-Pívot                | Pívot                | Ref    |
| ------- | --------------------- | ---------------------------- | ---------------------- | ------------------------ | -------------------- | ------ |
| 1       | Jordan King (28)      | Charles Minlend (33)         | Miguel Ayesa (26)      | José Ignacio Nogués (26) | Luke Fischer (30)    | [ 7 ]  |
| 2       | Jordan King (25)      | Nacho Arroyo (25)            | Diogo Brito (24)       | Ramón Vilanova (25)      | Jake Stephens (26)   | [ 8 ]  |
| 3       | Lucas Marí (24)       | Albert Ventura (28)          | Spencer Littleson (28) | Juan Pablo Vaulet (27)   | Sergio Mendiola (38) | [ 9 ]  |
| 4       | Josep Peris (25)      | Lionel Kouadio (35)          | Fausto Ruesga (25)     | Samuel Rodríguez (47)    | Massamba Diop (27)   | [ 10 ] |
| 5       | Joseba Querejeta (24) | Guillem Vázquez Vallejo (24) | Jordi Juanola (20)     | Jan Zidek (29)           | Seydina Faye (29)    | [ 11 ] |

#### Cuartos de final
| Jornada | Base              | Escolta             | Alero               | Ala-Pívot           | Pívot                | Ref    |
| ------- | ----------------- | ------------------- | ------------------- | ------------------- | -------------------- | ------ |
| Ida     | Mark Hughes (25)  | Sergi Quintela (26) | Millán Jiménez (24) | Eric Stutz (29)     | Aitor Etxeguren (21) | [ 12 ] |
| Vuelta  | Alex Renfroe (23) | Brad Davison (31)   | Miha Lapornik (24)  | Adrià Domenech (21) | Tanor Ngom (29)      | [ 13 ] |

#### Final Four
| Jornada    | Base              | Escolta                 | Alero            | Ala-Pívot           | Pívot              | Ref    |
| ---------- | ----------------- | ----------------------- | ---------------- | ------------------- | ------------------ | ------ |
| Final Four | Dídac Cuevas (15) | Gonzalo Corbalán (16,5) | Dani Díez (16,5) | Asier González (22) | Ondřej Balvín (23) | [ 14 ] |